# Dyskografia Snoop Dogga
Poniżej przedstawiona jest dyskografia amerykańskiego rapera Snoop Dogga. Zawiera ona albumy solowe, wspólne oraz kompilacje i single. Jako solowy artysta Snoop sprzedał ponad 19 milionów płyt w samych Stanach Zjednoczonych, a na świecie ponad 30 mln.

## Albumy

### Studyjne
| Rok  | Informacje o albumie                                                                                                | Najwyższa pozycja | Najwyższa pozycja | Najwyższa pozycja | Najwyższa pozycja | Najwyższa pozycja | Najwyższa pozycja | Najwyższa pozycja | Najwyższa pozycja | Certyfikaty                                                            |
| Rok  | Informacje o albumie                                                                                                | US                | US R&B            | US Rap            | UK                | CAN               | GER               | FRA               | AUS               | Certyfikaty                                                            |
| ---- | --- | ----------------- | ----------------- | ----------------- | ----------------- | ----------------- | ----------------- | ----------------- | ----------------- | ---------------------------------------------------------------------- |
| 1993 | Doggystyle - Data wydania: 23 listopada, 1993 - Wytwórnia: Death Row                                                | 1                 | 1                 | –                 | 38                | 10                | –                 | –                 | 24                | - USA: 4x platynowa płyta - CAN: platynowa płyta - UK: platynowa płyta |
| 1996 | Tha Doggfather - Data wydania: 12 listopada, 1996 - Wytwórnia: Death Row                                            | 1                 | 1                 | –                 | 15                | 2                 | –                 | –                 | 12                | - USA: 2x platynowa płyta - CAN: platynowa płyta - UK: złota płyta     |
| 1998 | Da Game Is to Be Sold, Not to Be Told - Data wydania: 4 sierpnia, 1998 - Wytwórnia: No Limit                        | 1                 | 1                 | –                 | 28                | 4                 | –                 | 14                | 14                | - USA: 2x platynowa płyta - CAN: platynowa płyta - UK: srebrna płyta   |
| 1999 | No Limit Top Dogg - Data wydania: 11 maja, 1999 - Wytwórnia: No Limit                                               | 2                 | 1                 | –                 | 48                | 10                | –                 | –                 | 48                | - USA: platynowa płyta - CAN: złota płyta - UK: srebrna płyta          |
| 2000 | Tha Last Meal - Data wydania: 19 grudnia, 2000 - Wytwórnia: No Limit                                                | 4                 | 1                 | –                 | 62                | 15                | –                 | –                 | 38                | - USA: platynowa płyta - UK: złota płyta - CAN: platynowa płyta        |
| 2002 | Paid tha Cost to Be da Boss - Data wydania: 28 listopada, 2002 - Wytwórnia: Priority/Capitol                        | 12                | 3                 | –                 | 64                | –                 | –                 | 103               | 55                | - USA: platynowa płyta - UK: złota płyta - CAN: złota płyta            |
| 2004 | R&G (Rhythm & Gangsta): The Masterpiece - Data wydania: 16 listopada, 2004 - Wytwórnia: Doggystyle/Star Trak/Geffen | 6                 | 4                 | 3                 | 12                | 8                 | 14                | 14                | 38                | - USA: platynowa płyta - UK: platynowa płyta - CAN: platynowa płyta    |
| 2006 | Tha Blue Carpet Treatment - Data wydania: 21 listopada, 2006 - Wytwórnia: Doggystyle/Geffen                         | 5                 | 2                 | 2                 | 47                | 10                | 41                | 8                 | 56                | - USA: platynowa płyta - UK: srebrna płyta - RUS: złota płyta          |
| 2008 | Ego Trippin’ - Data wydania: 11 marca, 2008 - Wytwórnia: Doggystyle/Geffen                                          | 3                 | 2                 | 2                 | 24                | 3                 | 29                | 19                | 29                | - RUS: złota płyta                                                     |
| 2009 | Malice n Wonderland - Data wydania: 8 grudnia, 2009 - Wytwórnia: Doggystyle/Priority                                | 23                | 5                 | 2                 | 114               | 165               | –                 | 62                | 114               |                                                                        |
| 2011 | Doggumentary - Data wydania: 29 marca, 2011 - Wytwórnia: Doggystyle/Priority                                        | 8                 | 4                 | 2                 | 44                | 28                | 44                | 97                | 12                |                                                                        |
| 2013 | Reincarnated - Data wydania: 23 kwietnia 2013 - Wytwórnia: Berhane Sound System, Mad Decent, Vice Records, RCA      | 16                | –                 | –                 | 34                | 14                | 20                | 56                | 34                |                                                                        |
| 2015 | Bush - Data wydania: 12 maja 2015 - Wytwórnia: Doggystyle, i am OTHER, Columbia, Sony                               | 14                | 1                 | –                 | 25                | 13                | 32                | 21                | 32                |                                                                        |
| 2016 | Coolaid - Data wydania: 1 lipca 2016 - Wytwórnia: Doggystyle, eOne                                                  | 40                | 5                 | –                 | 122               | 37                | 67                | 106               | 51                |                                                                        |
| 2017 | Neva Left - Data wydania: 19 maja 2017 - Wytwórnia: Doggystyle, eOne                                                | 54                | 26                | –                 | –                 | 39                | –                 | 96                | 94                |                                                                        |
| 2018 | Bible of Love - Data wydania: 16 marca 2018 - Wytwórnia: RCA, All the Time Entertainment                            | 148               | –                 | –                 | –                 | –                 | –                 | –                 | –                 |                                                                        |
| 2019 | I Wanna Thank Me - Data wydania: 16 sierpnia 2019 - Wytwórnia: Doggystyle, Empire                                   | 76                | 41                | –                 | –                 | 83                | –                 | 129               | –                 |                                                                        |
| 2021 | From tha Streets 2 tha Suites - Data wydania: 20 kwietnia 2021 - Wytwórnia: Doggystyle, Empire                      | –                 | –                 | –                 | –                 | –                 | –                 | –                 | –                 |                                                                        |

### Wspólne
| 2000                          | Snoop Dogg Presents Tha Eastsidaz (z Tha Eastsidaz) - Data wydania: 1 lutego, 2000 - Wytwórnia: Dogghouse/TVT                   | 8  | 5  | 8 | - USA: platynowa płyta - CAN: złota płyta |
| 2001                          | Duces ’n Trayz: The Old Fashioned Way (z Tha Eastsidaz) - Data wydania: 31 lipca, 2001 - Wytwórnia: Dogghouse/TVT               | 4  | 2  | – | - USA: złota płyta - CAN: złota płyta     |
| 2004                          | The Hard Way (z 213) - Data wydania: 17 sierpnia, 2004 - Wytwórnia: TVT                                                         | 4  | 1  | 3 | - CAN: złota płyta                        |
| 2011                          | Mac & Devin Go to High School (z Wiz Khalifa) - Data wydania: 13 grudnia 2011 - Wytwórnia: Rostrum/Doggystyle/Atlantic/Priority | 29 | 6  | 3 |                                           |
| 2013                          | 7 Days of Funk (z Dâm-Funk) - Data wydania: 10 grudnia 2013 - Wytwórnia: Stones Throw                                           | –  | 27 | – |                                           |
| "–" pozycja nie była notowana | |    |    |   |                                           |

### Kompilacje
| Rok  | Album |
| ---- | --- |
| 1994 | Murder Was The Case - Data wydania: 14 października, 1994 - Wytwórnia: Death Row/Interscope                                           |
| 1998 | Smokefest Underground - Data wydania: 19 maja, 1998 - Wytwórnia: Death Row                                                            |
| 2000 | Dead Man Walkin’ - Data wydania: October 31, 2000 - Wytwórnia: Death Row                                                              |
| 2001 | Bones - Data wydania: 9 października, 2001 - Wytwórnia: Doggystyle/Priority                                                           |
| 2001 | Death Row: Snoop Doggy Dogg at His Best - Data wydania: 23 października, 2001 - Wytwórnia: Death Row/Priority                         |
| 2001 | The Wash - Data wydania: 6 listopada, 2001 - Wytwórnia: Aftermath/Doggystyle/Interscope                                               |
| 2002 | Snoop Dogg Presents…Doggy Style Allstars Vol. 1 - Data wydania: 13 sierpnia, 2002 - Wytwórnia: Doggystyle                             |
| 2003 | Tha Dogg: Best of the Works - Data wydania: 2003 - Wytwórnia: Death Row                                                               |
| 2003 | Raw N Uncut Vol. 1: The Soundtrack - Data wydania: 30 września, 2003 - Wytwórnia: BMP                                                 |
| 2005 | Snoopified - Data wydania: 28 września, 2005 - Wytwórnia: Priority                                                                    |
| 2005 | Bigg Snoop Dogg Presents…Welcome to tha Chuuch: Da Album - Data wydania: 13 grudnia, 2005 - Wytwórnia: Doggystyle/Koch                |
| 2007 | Snoop Dogg Presents: Unreleased Heatrocks - Data wydania: styczeń 2007 - Wytwórnia: Doggystyle/MySpace                                |
| 2007 | Legend of Hip Hop - Data wydania: 6 lutego, 2007 - Wytwórnia: K-Town                                                                  |
| 2007 | Snoop Dogg Presents The Big Squeeze - Data wydania: 24 kwietnia, 2007 - Wytwórnia: Doggystyle/Koch                                    |
| 2007 | Snoop Dogg a Tribute to 2Pac - Data wydania: 21 sierpnia, 2007 - Wytwórnia: Phantom Sound & Vision                                    |
| 2008 | Getcha Girl Dogg - Data wydania: 4 stycznia, 2008 - Wytwórnia: K-Town                                                                 |
| 2008 | Snoop Dogg Presents Christmas In Tha Dogg House - Data wydania: 16 grudnia, 2008 - Wytwórnia: Doggystyle/Gangsta Grooves Distribution |
| 2009 | Death Row: The Lost Sessions Vol. 1 - Data wydania: 13 października, 2009 - Wytwórnia: WIDEawake/Death Row                            |
| 2010 | The West Coast Blueprint - Data wydania: 23 lutego, 2010 - Wytwórnia: Priority Records                                                |
| 2010 | My #1 Priority - Data wydania: 13 lipca, 2010 - Wytwórnia: Priority Records                                                           |
| 2011 | Greatest Hits - Data wydania: 11 stycznia, 2011 - Wytwórnia: Priority Records                                                         |

### Mixtape’y
- 2003: Welcome to Tha Chuuch vol. 1
- 2003: Welcome to Tha Chuuch vol. 2
- 2004: Welcome to Tha Chuuch vol. 3: Doggystyle Allstars
- 2004: Westside Reloaded (z: DJ Whoo Kid)
- 2005: Welcome to Tha Chuuch vol. 4: Sunday School
- 2005: Welcome to Tha Chuuch vol. 5: The Revival
- 2005: Welcome to Tha Chuuch vol. 6: Testify
- 2005: Welcome to Tha Chuuch vol. 7: Step Ya Game Up
- 2005: Welcome to Tha Chuuch vol. 8: Preach Tabernacal
- 2005: Welcome to Tha Chuuch vol. 8.5: The Final Chapter
- 2005: Welcome to Tha Chuuch vol. 9: Run Tell Dat
- 2006: Tha Blue Carpet Treatment Mixtape (z: DJ Whoo Kid, DJ Drama & DJ Skee)
- 2007: Mandatory Hyphy (z: JT The Bigga Figga)
- 2008: The City Is In Good Hands (z: DJ Drama)
- 2008: Landy & Egg Nogg: A DPG Christmas z: DJ Whoo Kid)
- 2008: West Fest (Tour Mixtape)
- 2009: I Wanna Rock Mixtape[11] (z: DJ Whoo Kid, DJ Skee & DJ Scream)
- 2009: Bacc To Tha Chuuch Vol. 1
- 2010: We Da West (z: DJ Whoo Kid, DJ Scream & DJ Skee)
- 2010: Tha Unreleased Vol. 1
- 2010: Fo Shizzle Ma Nizzle
- 2011: Puff Puff Pass Tuesdays Mixtape Vol. 1

## Single

### Solowe
| Tytuł                                                                                       | Rok  | Najwyższa pozycja | Najwyższa pozycja | Najwyższa pozycja | Najwyższa pozycja | Najwyższa pozycja | Najwyższa pozycja | Najwyższa pozycja | Najwyższa pozycja | Najwyższa pozycja | Najwyższa pozycja | Certyfikaty | Album                                   |
| Tytuł                                                                                       | Rok  | US                | US R&B            | US Rap            | AUS               | CAN               | FRA               | GER               | IRE               | NZ                | UK                | Certyfikaty | Album                                   |
| ------------------------------------------------------------------------------------------- | ---- | ----------------- | ----------------- | ----------------- | ----------------- | ----------------- | ----------------- | ----------------- | ----------------- | ----------------- | ----------------- | --- | --------------------------------------- |
| „Who Am I? (What’s My Name?)”                                                               | 1993 | 8                 | 8                 | 1                 | 13                | –                 | –                 | –                 | –                 | 4                 | 20                | - USA: złota płyta | Doggystyle                              |
| „Gin and Juice”                                                                             | 1994 | 8                 | 13                | 1                 | 49                | –                 | –                 | –                 | –                 | 11                | 39                | - USA: złota płyta | Doggystyle                              |
| „Doggy Dogg World” (featuring Tha Dogg Pound & The Dramatics)                               | 1994 | 46                | 25                | 4                 | –                 | –                 | –                 | –                 | –                 | –                 | 32                | | Doggystyle                              |
| „Snoop's Upside Ya Head” (featuring Charlie Wilson)                                         | 1996 | –                 | 37                | 5                 | 46                | –                 | –                 | –                 | –                 | 7                 | 12                | | Tha Doggfather                          |
| „Vapors”                                                                                    | 1997 | –                 | –                 | 18                | –                 | –                 | –                 | –                 | –                 | 7                 | 18                | | Tha Doggfather                          |
| „Doggfather”                                                                                | 1997 | –                 | –                 | –                 | –                 | –                 | –                 | –                 | –                 | 20                | 36                | | Tha Doggfather                          |
| „We Just Wanna Party with You” (featuring Jermaine Dupri)                                   | 1997 | –                 | –                 | –                 | –                 | –                 | –                 | 82                | –                 | –                 | 21                | | Men in Black: The Album                 |
| „Still a G Thang”                                                                           | 1998 | 19                | 16                | 3                 | –                 | –                 | –                 | –                 | –                 | –                 | –                 | | Da Game Is to Be Sold, Not to Be Told   |
| „Woof” (featuring Fiend & Mystikal)                                                         | 1999 | 62                | 37                | 3                 | –                 | –                 | –                 | –                 | –                 | –                 | –                 | | Da Game Is to Be Sold, Not to Be Told   |
| „G Bedtime Stories”                                                                         | 1999 | –                 | –                 | –                 | –                 | –                 | –                 | –                 | –                 | –                 | –                 | | No Limit Top Dogg                       |
| „Snoopafella”                                                                               | 1999 | –                 | 116               | –                 | –                 | –                 | –                 | –                 | –                 | –                 | –                 | | No Limit Top Dogg                       |
| ” !@#$%^&* Please” (featuring Xzibit)                                                       | 1999 | 77                | 26                | 8                 | –                 | –                 | –                 | –                 | –                 | –                 | –                 | | No Limit Top Dogg                       |
| „Down For My N's” (featuring C-Murder & Magic)                                              | 1999 | 111               | 59                | –                 | –                 | –                 | –                 | –                 | –                 | –                 | –                 | | No Limit Top Dogg                       |
| „Snoop Dogg (What’s My Name Pt. 2)”                                                         | 2000 | 17                | 25                | –                 | –                 | –                 | –                 | –                 | –                 | –                 | 13                | | Tha Last Meal                           |
| „Wrong Idea” (featuring Bad Azz, Kokane & Lil’ ½ Dead)                                      | 2000 | –                 | 75                | –                 | –                 | –                 | –                 | –                 | –                 | –                 | –                 | | Tha Last Meal                           |
| „Lay Low” (featuring Master P, Nate Dogg, Butch Cassidy & Tha Eastsidaz)                    | 2001 | 50                | 20                | 8                 | –                 | –                 | 81                | 49                | –                 | –                 | 13                | | Tha Last Meal                           |
| „Losin' Control” (featuring Soopafly & Butch Cassidy)                                       | 2002 | –                 | –                 | –                 | –                 | –                 | –                 | –                 | –                 | –                 | –                 | | Tha Last Meal                           |
| „From tha Chuuuch to da Palace”                                                             | 2002 | 77                | 23                | 16                | –                 | –                 | –                 | 75                | –                 | –                 | 27                | | Paid tha Cost to Be da Boss             |
| „Beautiful” (featuring Pharrell & Charlie Wilson)                                           | 2003 | 6                 | 3                 | 3                 | 4                 | –                 | 39                | 27                | 41                | 4                 | 23                | - USA: złota płyta | Paid tha Cost to Be da Boss             |
| „Drop It Like It’s Hot” (featuring Pharrell)                                                | 2004 | 1                 | 1                 | 1                 | 4                 | –                 | –                 | –                 | 7                 | 1                 | 10                | - USA: 2x platynowa płyta | R&G (Rhythm & Gangsta): The Masterpiece |
| „Let’s Get Blown” (featuring Pharrell)                                                      | 2004 | 54                | 19                | 12                | –                 | –                 | –                 | –                 | –                 | 19                | 13                | | R&G (Rhythm & Gangsta): The Masterpiece |
| „Signs” (featuring Justin Timberlake & Charlie Wilson)                                      | 2005 | 46                | –                 | –                 | 1                 | –                 | 13                | 3                 | 2                 | 4                 | 2                 | - USA: złota płyta | R&G (Rhythm & Gangsta): The Masterpiece |
| „Ups & Downs”                                                                               | 2005 | –                 | 67                | –                 | 25                | –                 | –                 | 84                | –                 | –                 | 36                | | R&G (Rhythm & Gangsta): The Masterpiece |
| „Vato” (featuring B-Real)                                                                   | 2006 | –                 | 85                | –                 | 55                | –                 | –                 | –                 | –                 | –                 | –                 | | Tha Blue Carpet Treatment               |
| „I Wanna Love You” (z Akon)                                                                 | 2006 | 1                 | 3                 | –                 | 6                 | –                 | –                 | 14                | 2                 | 2                 | 3                 | - USA: platynowa płyta | Konvicted & Tha Blue Carpet Treatment   |
| „That's That !@#$%^&*” (featuring R. Kelly)                                                 | 2006 | 20                | 9                 | 3                 | 64                | –                 | –                 | 39                | –                 | 18                | 38                | | Tha Blue Carpet Treatment               |
| „Candy (Drippin' Like Water)” (featuring E-40, MC Eiht, Goldie Loc, Daz Dillinger & Kurupt) | 2006 | –                 | –                 | –                 | –                 | –                 | –                 | –                 | –                 | –                 | –                 | | Tha Blue Carpet Treatment               |
| „Boss' Life” (featuring Nate Dogg)                                                          | 2007 | –                 | 65                | –                 | –                 | –                 | –                 | –                 | –                 | –                 | –                 | | Tha Blue Carpet Treatment               |
| „Sexual Eruption”                                                                           | 2007 | 7                 | 5                 | 10                | 5                 | 52                | –                 | 15                | –                 | 10                | 24                | | Ego Trippin’                            |
| „Life of da Party” (featuring Too Short & Mistah F.A.B.)                                    | 2008 | 105               | 48                | 14                | –                 | –                 | –                 | –                 | –                 | –                 | –                 | | Ego Trippin’                            |
| „Gangsta Luv” (featuring The-Dream)                                                         | 2009 | 35                | 24                | 5                 | –                 | –                 | –                 | –                 | –                 | 13                | –                 | | Malice n Wonderland                     |
| „That's Tha Homie”                                                                          | 2009 | –                 | –                 | –                 | –                 | –                 | –                 | –                 | –                 | –                 | –                 | | Malice n Wonderland                     |
| „I Wanna Rock”                                                                              | 2009 | 41                | 10                | 3                 | –                 | –                 | –                 | –                 | –                 | –                 | –                 | | Malice n Wonderland                     |
| „Pronto” (featuring Soulja Boy)                                                             | 2009 | –                 | –                 | –                 | –                 | –                 | –                 | –                 | –                 | –                 | –                 | | Malice n Wonderland                     |
| „Wet”                                                                                       | 2010 | 113               | 40                | 18                | –                 | –                 | –                 | –                 | –                 | –                 | 163               | | Doggumentary                            |
| „Sweat” (Snoop Dogg vs. David Guetta)                                                       | 2011 | –                 | –                 | –                 | 1                 | 25                | 1                 | 2                 | 3                 | 5                 | 4                 | - AUS: 3x platynowa płyta - BEL: złota płyta - DEN: złota płyta - GER: platynowa płyta - ITL: złota płyta - SWI: złota płyta - UK: złota płyta | Nothing But the Beat & Doggumentary     |
| „Boom” (featuring T-Pain)                                                                   | 2011 | 76                | 104               | –                 | 40                | –                 | –                 | –                 | –                 | –                 | 56                | | Doggumentary                            |
| „Young, Wild & Free” (z Wiz Khalifa, featuring Bruno Mars)                                  | 2011 | 8                 | 60                | 14                | 4                 | 15                | 6                 | 15                | 33                | 2                 | 44                | - USA: platynowa płyta - AUS: platynowa płyta                                                                                                  | Mac & Devin Go to High School           |
| „–” oznacza, że pozycja nie była notowana lub singel nie został wydany w kraju.             |      |                   |                   |                   |                   |                   |                   |                   |                   |                   |                   | |                                         |

### Z gościnnym udziałem
| Rok  | Tytuł         |
| ---- | ------------- |
| 2016 | „OMG” (Arash) |

## Pozostałe utwory, notowane na listach
| „Imagine” (featuring D’Angelo & Dr. Dre)   | 2006 | 107 | Tha Blue Carpet Treatment |
| „New Year’s Eve” (featuring Marty James)   | 2010 | 66  | bez albumu                |
| „–” oznacza, że pozycja nie była notowana. |      |     |                           |

## Teledyski

### Solowe
| Rok   | Tytuł                                       | Reżyser                  |
| ----- | ------------------------------------------- | ------------------------ |
| 1993  | Who Am I (What’s My Name)?                  | Fab 5 Freddy             |
| 1994  | Gin and Juice                               | Dr. Dre                  |
| 1994  | Murder Was the Case                         | Dr. Dre                  |
| 1994  | Doggy Dogg World                            | Dr. Dre & Ricky Harris   |
| 1996  | Doggfather                                  | Joseph Kahn              |
| 1997  | Vapors                                      | Paul Hunter              |
| 1998  | Still a G Thang                             | Michael Martin           |
| 1999  | G Bedtime Stories                           | Gee Bee                  |
| 1999  | Woof                                        |                          |
| 1999  | !@#$%^&* Please                             | Dr. Dre & Phillip Atwell |
| 2000  | Down For My N's                             | J.J. Smith               |
| 2000  | Snoop Dogg                                  | Chris Robinson           |
| 2001  | Lay Low                                     | Hype Williams            |
| 2001  | Loosen Control                              | Jeremy Rall              |
| 2001  | Wrong Idea                                  | Jeremy Rall              |
| 2002  | From tha Chuuuch to da Palace               | Diane Martel             |
| 2003  | Beautiful                                   | Chris Robinson           |
| 2004  | Drop It Like It’s Hot                       | Paul Hunter              |
| 2004  | Let’s Get Blown                             | Paul Hunter & Eminem     |
| 2004  | Signs                                       | Paul Hunter              |
| 2005. | Ups & Downs                                 | Anthony Mandler          |
| 2006  | Vato                                        | Phillip Atwell           |
| 2006  | That's That                                 | Benny Boom               |
| 2006  | I Wanna !@#$%^&* You                        | Benny Boom               |
| 2006  | Boss' Life                                  | Anthony Mandler          |
| 2006  | Candy (Drippin' Like Water)                 | Pook Brown               |
| 2007  | Go Girl                                     | Calvin Broadus           |
| 2007  | Sexual Eruption                             | Melina                   |
| 2008  | Neva Have 2 Worry                           | Rik Cordero              |
| 2008  | Life of da Party                            |                          |
| 2008  | My Medicine                                 | Pook                     |
| 2008  | Those Gurlz                                 | Benny Boom               |
| 2009  | Staxxx In My Jeans                          |                          |
| 2009  | Snoop State of Mind (feat. Alicia Keys)     | Dah Dah                  |
| 2009  | That's Tha Homie                            | Dah Dah                  |
| 2009  | Shoot Em' Up                                | Dah Dah                  |
| 2009  | Gangsta Luv (feat. The-Dream)               | Paul Hunter              |
| 2009  | I Wanna Rock                                | Erick Peyton             |
| 2009  | Pronto (feat. Soulja Boy Tell ’Em)          | Erik White               |
| 2009  | Protocol                                    | Dah Dah                  |
| 2009  | Tell me what you want                       | Dah Dah                  |
| 2010  | Cancun (feat. Kurupt)                       | Dah Dah                  |
| 2010  | We Da West / Program / West Side Rollin     | Dah Dah                  |
| 2010  | Upside Down (feat. Nipsey Hussle & Problem) | Dah Dah                  |
| 2010  | I Wanna Rock (feat. Jay-Z)                  | Dah Dah                  |
| 2010  | That Tree (feat. Kid Cudi)                  |                          |
| 2010  | Oh Sookie                                   | Dylan „Pook” Brown       |
| 2010  | Luv Drunk (feat. The-Dream)                 | Dah Dah                  |
| 2010  | New Year’s Eve (feat. Marty James)          |                          |
| 2011  | Wet                                         |                          |
| 2011  | That Good (feat. Wiz Khalifa)               | Dylan „Pook” Brown       |
| 2011  | El Lay (feat. Marty James)                  | Dylan „Pook” Brown       |
| 2011  | Purp & Yellow (feat. Game)                  |                          |

### Jako gość
| Rok  | Tytuł                                              | Artysta              | Reżyser                       |
| ---- | -------------------------------------------------- | -------------------- | ----------------------------- |
| 1992 | Deep Cover                                         | Dr. Dre              | Dr. Dre                       |
| 1993 | Nuthin’ but a „G” Thang                            | Dr. Dre              | Dr. Dre                       |
| 1993 | !@#$%^&* Wit Dre Day (And Everybody’s Celebratin’) | Dr. Dre              | Dr. Dre                       |
| 1993 | Let Me Ride                                        | Dr. Dre              | Dr. Dre                       |
| 1993 | Indo Smoke                                         | Mista Grimm          |                               |
| 1994 | Lil Ghetto Boy                                     | Dr. Dre              |                               |
| 1994 | Feenin'                                            | Jodeci               | Hype Williams                 |
| 1994 | What Would You Do                                  | Tha Dogg Pound       | Dr. Dre                       |
| 1994 | Afro Puffs                                         | The Lady of Rage     |                               |
| 1995 | Summertime In The LBC                              | The Dove Shack       |                               |
| 1995 | Let's Play House                                   | Tha Dogg Pound       | Michael Martin                |
| 1996 | New York, New York                                 | Tha Dogg Pound       | Darius S. Henderson           |
| 1996 | 2 of Amerikaz Most Wanted                          | Tupac                | Gobi                          |
| 1996 | Never Leave Me Alone                               | Nate Dogg            | J. Kevin Swain                |
| 1997 | Wanted Dead or Alive                               | Tupac                | Scott Kalvert                 |
| 1998 | We Can Freak It                                    | Kurupt               | K.C. Amos                     |
| 1998 | Come and get with me                               | Keith Sweat          | Christopher Erskin            |
| 1998 | Thug Girl                                          | Master P             | Darius Anthony                |
| 1998 | We Be Puttin It Down                               | Bad Azz              | Darius Anthony                |
| 1999 | You'z a Ganxta                                     | DJ Quik              |                               |
| 1999 | Heartbreaker                                       | Mariah Carey         | Diane Martel                  |
| 1999 | Still D.R.E.                                       | Dr. Dre              | Hype Williams                 |
| 1999 | Break Stuff                                        | Limp Bizkit          | Fred Durst                    |
| 1999 | G'd Up                                             | Tha Eastsidaz        | Diane Martel                  |
| 2000 | Game Don’t Wait                                    | Warren G             | Mark Gerrard                  |
| 2000 | Baby if you're ready                               | Doggy's Angels       | Chris Robinson                |
| 2000 | X                                                  | Xzibit               | David Meyers                  |
| 2000 | G'z iz G'z                                         | Tash                 | Little X                      |
| 2000 | Crybaby                                            | Mariah Carey         | Sanaa Hamri                   |
| 2000 | Got Beef                                           | Tha Eastsidaz        | Chris Robinson                |
| 2000 | The Next Episode                                   | Dr. Dre              | Paul Hunter                   |
| 2000 | Bow Wow (That's My Name)                           | Bow Wow              | David Meyers & Jermaine Dupri |
| 2000 | World War III                                      | Ruff Ryders          | Bishop                        |
| 2001 | I Luv It                                           | Tha Eastsidaz        | Paul Hunter                   |
| 2001 | It’s Over                                          | Kurupt               | Charles Infante               |
| 2001 | Just a baby boy                                    | Tyrese               | David Meyers                  |
| 2002 | Welcome to Atlanta (remix)                         | Jermaine Dupri       | Benny Boom                    |
| 2002 | The Streets                                        | WC                   | Chris Robinson                |
| 2003 | P.I.M.P.                                           | 50 Cent              | Chris Robinson                |
| 2004 | No Problem                                         | Lil Scrappy          | Gil Green                     |
| 2005 | Don’t Stop                                         | Beanie Sigel         | Bernard Gourley               |
| 2005 | Errtime                                            | Nelly                | Benny Boom & Nelly            |
| 2005 | Get U Down                                         | Warren G             | Paul Hunter                   |
| 2005 | The Come Up                                        | AZ                   |                               |
| 2005 | Real Soon                                          | Tha Dogg Pound       | Anthony Mandler               |
| 2006 | Say Somethin'                                      | Mariah Carey         | Paul Hunter                   |
| 2006 | Buttons                                            | Pussycat Dolls       | Francis Lawrence              |
| 2006 | Cali Iz Active                                     | Tha Dogg Pound       | Damon Johnson                 |
| 2006 | All I Need                                         | Daz Dillinger        |                               |
| 2006 | Go to Church                                       | Ice Cube             | Marcus Raboy                  |
| 2006 | In the Ghetto                                      | Busta Rhymes         | Chris Robinson                |
| 2006 | Let's Ride                                         | Game                 | Little X                      |
| 2006 | That Girl                                          | Pharrell Williams    | Chris Robinson                |
| 2007 | Real Man                                           | Lexington Bridge     |                               |
| 2007 | Happy I Met You                                    | The Federation       |                               |
| 2008 | Singh Is Kinng                                     | RDB & Akshay Kumar   |                               |
| 2008 | Lose Your Life                                     | The Alchemist        |                               |
| 2009 | Groove On                                          | Timati               |                               |
| 2009 | Light My Fire                                      | Mr. Capone-E         |                               |
| 2009 | Dime Piece                                         | LiLana               | Morrocco Vaughn               |
| 2010 | California Gurls                                   | Katy Perry           | Mathew Cullen                 |
| 2010 | We Are The World 25 for Haiti                      |                      |                               |
| 2010 | Can't Stop The Boss                                | E-40                 | Matt Alonzo                   |
| 2010 | It's In The Mornin'                                | Robin Thicke         | Gil Green                     |
| 2010 | Here Comes Damani                                  | Damani               |                               |
| 2010 | All I Do Is Win                                    | DJ Khaled            | Gil Green                     |
| 2010 | And You Do Know That                               | Mac Shawn 100        |                               |
| 2010 | Get 'em Girls                                      | Jessica Mauboy       |                               |
| 2010 | Kush                                               | Dr. Dre, Akon        | Joseph Kahn                   |
| 2010 | Toot It And Boot It (Remix)                        | YG, 50 Cent          |                               |
| 2011 | The Game                                           | Alyssa Reid          |                               |
| 2012 | Homicide                                           | Future               |                               |
| 2013 | Major Distribution                                 | 50 Cent, Young Jeezy | Eif Rivera                    |
| 2014 | Hangover                                           | PSY                  | PSY                           |
| 2014 | Wiggle                                             | Jason Derulo         | Colin Tilley                  |
| 2015 | Flip IT                                            | Charlotte Devaney    |                               |